# Hänggångbron, Osijek
Hänggångbron (kroatiska: Viseći pješački most) eller Gångbron (Pješački most) är en gångbro i Osijek i Kroatien. Den invigdes år 1981 och kallades då Ungdomens bro (Most mladosti). Nuvarande namn har bron sedan år 1991. Bron passerar Drava i östra Kroatien och är ett av Osijeks landmärken.

## Historik
Hänggångbron skadades svårt under slaget om Osijek (1991–1992) som var en militär sammandrabbning under det kroatiska självständighetskriget. Den reparerades år 1993. Bron fick sin nuvarande utformning vid totalrenoveringen år 2007 då den bland annat belades med ny asfalt.